# Leonor Cano Pérez
Leonor Cano Pérez (Villalgordo del Júcar, dècada del 1950) és una psicòloga valenciana.
La seua família era la responsable de la sala de cinema de la localitat. Es gradua en Magisteri el 1975, a la Universitat de València, i posteriorment estudia Psicologia. A la dècada del 1980 treballa com auxiliar al Centre Psiquiàtric de Bètera, i després passa al Centre Urbà de Rehabilitació de Toxicòmans, on treballa a les ordres d'Enrique Berjano. Entre 1984 i 1986, ambdós treballen als primers projectes de formació al professorat en drogodependències, que s'ampliaria posteriorment a tot el País Valencià.
El 1993 esdevé directora del Servici de Prevenció, i el 1995 s'incorpora al Servici de Coordinació en Drogodependències. El 1997 treballa amb malalts mentals crònics, i de 2005 a 2014 torna a la Direcció General de Drogodependències. També va exercir la docència a la Universitat de València, i ha format part del comitè editorial de la Revista Española de Drogodependencias.